# Гарниерит
Гарниери́т
В настоящее время название «гарниерит» исключено из минералогических справочников, поскольку по рентгеновским и другим данным он состоит из нескольких минеральных фаз. Сейчас название «гарниерит» в литературе вполне эквивалентно названию «никелевая зелень», чья характерная зелёная, голубовато-зелёная, или даже изумрудно-зелёная окраска, связанная с высоким содержанием никеля, макроскопически легко позволяет диагностировать этот «минерал» на гипергенных никелевых месторождениях. 
По данным рентгеновского и термического анализов гарниериты уральских месторождений представляют собой многофазные образования и состоят из серпентинов (пекораита 2МсІ, хризотила 2МсІ, хризотила 2OrсІ, лизардита 6Т, лизардита 1Т, непуита - никелевого лизардита 1Т), хлоритов (клинохлора IIB, сепиолита и палыгорскита), глинистых минералов (нонтронита, сапонита, монтмориллонита, вермикулита), минералов надгруппы слюд (талька, вилемсита, клинтонита, аннита, флогопита) и кварца. К числу спорадически встречающихся в них минералов относятся кальцит, сауконит, бейделлит, галлуазит, томсонит, гётит, маггемит, опал, моганит, никельгексагидрит, акцессорный магнезиохромит, а также ривсит. 
Химические составы «гарниеритов» оксидно-силикатных никелевых месторождений Урала в качестве основных компонентов содержат кремний, магний, железо и никель. Содержание никеля в них варьирует от 1,4 % до 9,9 %, в среднем 4,4 %.
Состав гарниеритов разных месторождений заметно меняется от месторождения к месторождению и, по-видимому, сильно зависит от конкретных условий образования. В месторождениях Новой Каледонии, Бразилии, Индонезии, Колумбии, в которых важными минералами гарниеритов являются пимелит (никелевый сапонит) и непуит, сепиолит, монтмориллонит. В составе гарниеритов Урала к числу важнейших принадлежат хризотилы, пекораит, клинохлор и тальк. В уральских гарниеритах обращает на себя внимание присутствие слюд (флогопита, аннита, клинтонита), а также вермикулита, обычно развивающегося по флогопиту и клинохлору. 
Назван в честь французского горного инженера Жюля Гарнье (фр. Jules Garnier; 1839—1904), обнаружившего этот "минерал" на Новой Каледонии в 1865 году.
Образуется в коре выветривания серпентинитов. Обычно гарниерит встречается в виде землистых образований, плотных или рыхлых стяжений, агрегатов почковидной или гроздевидной формы .

## Свойства
На воздухе теряет воду и может рассыпаться в порошок. Разлагается в тёплой соляной кислоте. Встречается в ассоциации с тальком, сепиолитом, опалом, лимонитом.

## Месторождения
Встречается в Греции, России (Урал), Казахстане, Германии, Чехии, Бразилии, Новой Каледонии, США (Орегон, Северная Каролина), на Кубе, Мадагаскаре.

## Применение
Ценится коллекционерами. Входит в состав руд никеля, который применяется для легирования стали, при производстве никелевых сплавов, в том числе для создания монет.